# Stanisław Salamonik
Stanisław Salamonik (ur. 1933, zm. 5 listopada 2016) – polski meteorolog.

## Życiorys
W 1955 ukończył studia ze specjalności fizyka atmosfery na Uniwersytecie Warszawskim i w latach 1955–2009 pracował w Państwowym Instytucie Hydrologiczno-Meteorologicznego (przekształconym w Instytut Meteorologii i Gospodarki Wodnej) w Warszawie. Przez blisko 50 lat był również wykładowcą meteorologii na kursach dla pilotów w aeroklubach, w Polskich Liniach Lotniczych LOT oraz innych firmach lotniczych, a także egzaminatorem Państwowej Lotniczej Komisji Egzaminacyjnej i członkiem Państwowej Komisji Badania Wypadków Lotniczych. Był laureatem organizowanego przez internetowy portal lotniczy dlapilota.pl – Plebiscytu Człowiek Roku 2011 General Aviation w Polsce.